# Сандра Асон
Сандра Асон (ісп. Sandra Azón, 12 листопада 1973) — іспанська яхтсменка.
Срібна призерка Олімпійських Ігор 2004 року в класі 470, учасниця 2000, 2008 років.
Чемпіонка світу в класі Інґлінґ 2002, 2006 років.